# Tyira owensi
Tyira owensi är en ringmaskart som beskrevs av Anne D. Hutchings 1997. Tyira owensi ingår i släktet Tyira och familjen Terebellidae. Inga underarter finns listade i Catalogue of Life.